# Субботы (Дрогичинский район)
Субботы (бел. Субаты) — деревня в Дрогичинском районе Брестской области Белоруссии, в составе Брашевичского сельсовета. Население — 68 человек (2019).

## География
Субботы находятся в 14 км к северо-западу от Дрогичина. Вокруг села — сеть мелиоративных каналов со стоком в Дятловский канал, а оттуда в Днепровско-Бугский канал. Местные дороги ведут в Брашевичи, Именин, Деревную и Алексеевичи. Ближайшая ж/д станция в Перковичах (линия Брест — Пинск).

## История
Субботы впервые упомянуты в XVIII веке. Административно деревня принадлежала Берестейскому воеводству Великого княжества Литовского.
После третьего раздела Речи Посполитой (1795 год) в составе Российской империи, принадлежало Гродненской губернии.
В 1793—1797 годах в центре деревни была возведена кирпичная церковь Рождества Богородицы (сохранилась).
Согласно Рижскому мирному договору (1921) деревня вошла в состав межвоенной Польши, где принадлежала Дрогичинскому повету Полесского воеводства. С 1939 года — в составе БССР.

## Достопримечательности
- Церковь Рождества Богородицы. Построена в 1797 году. Памятник архитектуры в стиле классицизм. Церковь включена в Государственный список историко-культурных ценностей Республики Беларусь[6].